# Svenska systemet

Det röda Georgskorset ovan är en symbol som används av de frimurarordnar som arbetar enligt det svenska systemet. Korset är ett registrerat varumärke i Norge och Sverige.

Svenska systemet, internationellt Swedish Rite, är den vedertagna beteckningen på den ordning varefter flertalet frimurarordnar arbetar. Systemet tillämpas i nuläget av ordnar i Sverige, Norge, Danmark, Finland och Island samt med en viss variation i Tyskland inom storlogen Große Landesloge der Freimaurer von Deutschland.

## Utmärkande drag
Det svenska systemet skiljer sig från många andra internationella och svenska frimurarorganisationer:
- det vilar uteslutande på kristen grund.
- det är ett integrerat höggradssystem, det vill säga att de högre graderna ligger i samma organisation som de tre första graderna
- man måste ha uppnått den högsta graden i varje skede innan man får gå vidare.

Internationellt finns många olika versioner av frimureri där man inte ställer krav på just kristen tro utan kräver tro på ett Högsta Väsen, vilket alltså även stämmer in på exempelvis judendom och islam. Det finns även helt oreligiösa frimurarsammanslutningar, men med de sistnämnda vill övriga frimurarorganisationer ej ha något samröre.

## Grader
Det svenska systemet bygger på ett 10-gradigt system där de tre första graderna, precis som i allt frimureri, är lärling, medbroder och mästare. En person som vill nå de högre graderna måste ha nått upp till den tredje graden, mästargraden, innan han får gå vidare. Detta är gemensamt för alla höggradsystem i världen. De tre första graderna är återkommande i alla frimuraresystem runt om i världen. I de ordnar som arbetar efter det svenska systemet hanteras dessa grader av Johanneslogen (Johannesskedet), medan graderna fyra till sex arrangeras i Andreaslogen (det andra skedet, även kallat Andreasskedet) och graderna sju till och med tio av kapitellogerna (även kallat kapitelskedet). Vissa ämbetsmän som tillhör Stora Landslogen benämns Riddare och Kommendörer med Röda Korset, men detta är ingen egen grad, utan en ämbetstitel.
Från och med åttonde graden får en frimurare i det svenska systemet bära en speciell guldring på höger långfinger. Den är indelad i tre runda och tre ovala sektorer, där ordens symbol, det röda frimurarkorset i emalj sitter på de runda och bokstäverna C D S på de ovala. 
De olika graderna inom frimurarna markeras med regalier som bärs vid de slutna sammankomsterna. Viktiga symboler hämtas förutom från byggnadskonsten även från kristendomen.

## Ordens grader
Det svenska systemet är indelat i tio grader. Dessa grader innebär för bröderna en stegvis ökad insikt i hur de ska öka sin självkännedom för att kunna utveckla sig själva till bättre medmänniskor. Varje reception innehåller en egen ritual, som är dold för bröder av lägre grader och för utomstående. 

### Gradernas namn
| Grad                                        | Loge             |
| ------------------------------------------- | ---------------- |
| Lärling (I)                                 | Johannesloge     |
| Medbroder (II)                              | Johannesloge     |
| Mästare (III)                               | Johannesloge     |
| Lärlinge-Medbroder (IV-V)                   | Andreasloge      |
| Mästare (VI)                                | Andreasloge      |
| Riddare av Öster (VII)                      | Kapitelloge      |
| Riddare av Väster (VIII)                    | Kapitelloge      |
| Förtrogen Broder av Johanneslogen (IX)      | Kapitelloge      |
| Förtrogen Broder av Andreaslogen (X)        | Kapitelloge      |
| Riddare och kommendör med Röda korset (R&K) | Stora Landslogen |

## Ämbetsmän per logetyp
Nedan redovisas de olika ämbetsmannabefattningarna i en frimurarloge inom det svenska systemet. Det kan förekomma att det inte är en person som har ett visst ämbete, utan flera som delar på ansvaret. Dessa särskiljs genom förleden Förste/Andre/Tredje/Extra, till exempel Tredje Förste Bevakande Broder. Det finns även en så kallad Stewardsloge, en loge som arbetar i en nivå mellan Johannes-/Andreaslogen och provinsiallogen. Stewardslogens ämbeten följer i allt väsentligt Johannes-/Andreaslogens ämbetsmannakedja, men med vissa tillägg och delvis andra benämningar.
| Johannesloge/Andreasloge | Provinsialloge                     | Stora landslogen                 | Forskningsloge          |
| ------------------------ | ---------------------------------- | -------------------------------- | ----------------------- |
| Ordförande Mästare       | Provinsialmästare                  | Ordförande Mästare               | Ordförande Mästare      |
| Deputerade Mästare       | Deputerad provinsialmästare        | Deputerad Mästare                | Deputerade Mästare      |
| Förste Bevakande Broder  | Kansler*                           | Stortalman*                      | Förste Bevakande Broder |
| Andre Bevakande Broder   | Talman*                            | Storinkvisitor*                  | Andre Bevakande Broder  |
| Talman                   | Stewardsmästare*                   | Storhospitalier*                 | Talman                  |
| Ceremonimästare          | Förste Överbevakande Broder*       | Storstewardsmästare*             | Ceremonimästare         |
| Sekreterare              | Andre Överbevakande Broder*        | Förste Storbevakande Broder*     | Sekreterare             |
| Skattmästare             | Marskalk*                          | Andre Storbevakande Broder*      | Skattmästare            |
| Introduktionsbroder      | Överceremonimästare*               | Storprovisor*                    | Arkivarie               |
| Arkivarie                | Översekreterare*                   | Storintendent*                   | Musikanförare           |
| Musikföreståndare        | Överskattmästare*                  | Storväktare*                     | -                       |
| -                        | Förste Arkivarie*                  | Storceremonimästare*             | -                       |
| -                        | Förste Ceremonimästare**           | Storsekreterare*                 | -                       |
| -                        | Kastellan**                        | Storhistoriograf                 | -                       |
| -                        | Förste Broder Understeward***      | Ceremonimästare                  | -                       |
| -                        | Andre Broder Understeward***       | Musikanförare**                  | -                       |
| -                        | Räntmästare***                     | -                                | -                       |
| -                        | Historiograf                       | -                                | -                       |
| -                        | Förste Musikanförare (Andre)       | -                                | -                       |
| -                        | Museiföreståndare                  | -                                | -                       |
| -                        | Heraldiker                         | -                                | -                       |
| -                        | Amanuens                           | -                                | -                       |
| -                        | *Innehar rang som överofficiant    | -                                | -                       |
| -                        | **Innehar rang som officiant       | *Innehar rang som storofficiant  | -                       |
| -                        | ***Innehar rang som underofficiant | **Innehar rang som överofficiant | -                       |